# Государственный театр имени Вс. Мейерхольда
Государственный театр имени Вс. Мейерхольда (ГОСТИМ, ГосТиМ) — драматический театр, под разными названиями существовавший в Москве в 1920—1938 годах.
На протяжении всех 18 лет существования театра его возглавлял Всеволод Мейерхольд, ученик К. Станиславского и Вл. Немировича-Данченко,  бывший актёр Художественного театра, еще в начале XX века разошедшийся во взглядах со своим учителями.
В начале 1938 года ГосТиМ был признан чуждым советскому искусству и советскому зрителю и закрыт, а вскоре был репрессирован и сам Мейерхольд. После реабилитации режиссёра в 1955 году был реабилитирован и его театр.

## Предыстория
Всеволод Мейерхольд, окончивший в 1898 году Музыкально-драматическое училище под руководством Вл. Немировича-Данченко, был тогда же приглашён в труппу ещё только создававшегося Художественно-общедоступного театра и принял участие в самых первых его, легендарных спектаклях: играл Василия Шуйского в «Царе Фёдоре Иоанновиче», Треплева в «Чайке», позже стал первым исполнителем роли Тузенбаха в «Трёх сёстрах». Влечение к режиссуре побудило Мейерхольда уже в 1902 году покинуть МХТ и создать собственную труппу, с которой он гастролировал в южных городах Российской империи, первое время продолжая традиции Художественного театра.
Начав с постановки пьес А.П. Чехова и М. Горького, Мейерхольд всё более увлекался модернистским репертуаром, что диктовало и поиски новых средств выразительности. Возглавив в 1905 году экспериментальную Студию на Поварской, созданную по инициативе Станиславского, и вдохновляясь поэтикой символизма, Мейерхольд сформулировал программу условно-эстетического театра, предполагавшего стилизацию, подчинение сценического действия музыкальному и декоративному оформленю.
Станиславский быстро разочаровался в студии, кредо которой, по его словам, сводилось к тому, что «реализм, быт отжили свой век»; Мейерхольд же начиная с 1906 года ставил спектакли в различных театрах, включая Александринский и Мариинский. Дальнейшие его поиски были связаны с «театральным традиционализмом» — с использованием опыта средневекового театра, искусства гистрионов. Все искания Мейерхольда были протестом против эпигонского натурализма, в его глазах — «буржуазно-мещанского»; теперь он трактовал театральное представление как праздничное зрелище и в то же время тяготел к трагическому гротеску, который должен был опираться на традиции народного площадного искусства.
С такими идеями Мейерхольд встретил — и сразу принял — Октябрьскую революцию. Первую годовщину революции он отметил постановкой в Петрограде «Мистерии-буфф» Владимира Маяковского, вполне отвечавшей его представлениям о массовом зрелище.

## От Театра РСФСР к Театру ГИТИСа
В 1920 году Мейерхольд, в то время заведующий театральным отделом (ТЕО) Наркомпроса, создал в Москве театр под названием Театр РСФСР 1-й. Новому коллективу было предоставлено здание театра б. Зон (Большая Садовая ул., 20), принадлежавшее Театру-студии ХПСРО, который с 1919 года возглавлял Валерий Бебутов, близкий Мейерхольду в своих исканиях. В начале 1920 года театр был расформирован, и значительная часть труппы во главе с самим Бебутовым влилась в театр Мейерхольда. Среди учеников Бебутова были Мария Бабанова, Михаил Жаров, Игорь Ильинский.
Новый театр, выдвинувший лозунг борьбы с аполитичностью театрального искусства, открылся 7 ноября 1920 года спектаклем «Зори» по пьесе Э. Верхарна. И этот спектакль, и последовавшая за ним «Мистерия-Буфф» В. Маяковского, представленная публике 1 мая 1921 года, в полной мере отвечали выдвинутой Мейерхольдом ещё в 1918 году программе «Театрального Октября», предполагавшей создание ярко-зрелищного агитационного театра. В своих спектаклях Мейерхольд стремился к прямому контакту со зрителем; так, в спектакле «Зори» непосредственно участвовали красноармейцы со своими знамёнам и оркестрами, по ходу действия оглашались победные сводки с фронтов Гражданской войны; в «Мистерии-Буфф» отсутствовал занавес, действие частично было перенесено в зрительный зал, с которым сливалась и сцена.

### Мастерские
При Театре РСФСР-1 были созданы Высшие режиссёрские мастерские, вскоре получившие статус государственных (ГВЫРМ); набор в них начался летом 1921 года. По воспоминаниям Эраста Гарина, в Мастерских было два факультета — режиссёрский и актёрский, и хотя студенты были разделены на «актёров» и «режиссёров», посещать они должны были занятия обоих факультето. Здесь Мейерхольд, критически относившийся к «системе Станиславского», готовил для своего театра актёров по собственной системе, в частности с преподаванием биомеханики. В соответствии с изначальным замыслом Мейерхольда, актёр должен был играть не «характер», а обобщённый образ и, соответственно, в его революционных постановках — самосознание класса, а не психологию личности
На первый курс поступило более восьмидесяти человек, среди них были Сергей Эйзенштейн, Николай Экк, Сергей Юткевич, Владимир Люце, Василий Фёдоров, Зинаида Райх, Алексей Кельберер.

### Театр Актёра

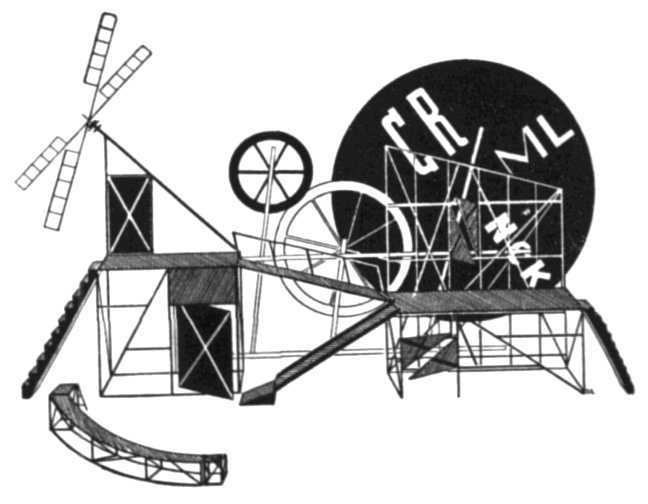
Сценическая конструкция для спектакля «Великодушный рогоносец»

В 1921 году Театр РСФСР 1-й постигла участь многих молодых коллективов того времени: он был закрыт как нерентабельный; последний спектакль труппа сыграла 10 сентября. При своих Режиссёрских мастерских Мейерхольд создал так называемую Вольную мастерскую Вс. Мейерхольда, в которую влилась группа актёров Театра РСФСР 1-го, в их числе Василий Зайчиков, Дмитрий Орлов, Алексей Темерин, Григорий Рошаль. Весной 1922 года были созданы Государственные высшие театральные мастерские, в которые влился ГВЫРМ, а Вольная мастерская, объединившись с труппой К. Н. Незлобина (в своё время переименованной Мейерхольдом в Театр РСФСР-2, в декабре 1921 года также закрытый), образовала при них Театр Актёра.
Новый театр разместился в том же помещении на Большой Садовой, 20, у Триумфальной Площади и формально открылся 20 апреля «Норой» Г. Ибсена, которую Мейерхольд наспех поставил силами незлобинской труппы; но этот неудачный спектакль был сыгран всего три раза. Настоящее открытие театра состоялось 25 апреля 1922-го, когда зрителям был представлен «Великодушный рогоносец» Ф. Кроммелинка. Поставив пьесу как трагифарс, Мейерхольд избежал скабрёзности литературного первоисточника. Посвящённый Мольеру спектакль, несмотря на скупость сценического оформления и отсутствие театральных костюмов (актёры играли в синих блузах и брюках клёш, без грима и париков), получился очень ярким и в восприятии зрителей, при всём различии методов, перекликался с вахтанговской «Принцессой Турандот». В этом спектакле Мейерхольд впервые вместо декораций использовал конструкции, которые в дальнейшем стали обычными для его спектаклей и всегда служили утилитарным задачам — в противовес изобразительности иллюзионистского театра.
Мы хотели этим спектаклем заложить основание для нового вида театрального действия, не требующего ни иллюзионных декораций, ни сложного реквизита, обходящегося простейшими подручными предметами и переходящего из зрелища, разыгрываемого специалистами, в свободную игру трудящихся во время их отдыха
Успех «Великодушного рогоносца», открывшего эпоху конструктивизма в советском театре, ослабил позиции К. Н. Незлобина: его труппа распалась, и сам он в конце концов сложил полномочия.

### Театр ГИТИСа
Летом 1922 года в результате объединения Мастерских Мейерхольда с Государственным институтом музыкальной драмы образовался ГИТИС. Среди поступивших на актёрский факультет оказались А. Я. Москалева, Н. И. Твердынская, Н. И. Боголюбов и Л. Н. Свердлин — будущие актёры театра Мейерхольда; с ним связали в дальнейшем свою судьбу и студенты режиссёрского факультета Н. П. Охлопков, А. В. Февральский, П. В. Цетнерович, И. Ю. Шлепянов.
Вольная мастерская Мейерхольда, в свою очередь, объединилась с Опытно-героическим театром Бориса Фердинандова и образовала Театр ГИТИСа, открывшийся 1 октября 1922 года спектаклем «Великодушный рогоносец». Однако и этот театр существовал недолго.
В Театре ГИТИСа Мейерхольд успел поставить вместе с режиссёром-лаборантом Сергеем Эйзенштейном одну из любимых своих пьес — «Смерть Тарелкина» А. В. Сухово-Кобылина. «На зрителя на протяжении всей пьесы, — писал о спектакле В. Г. Сахновский, — смотрели грустные, из тёмной глубины глядящие, глаза Мейерхольда. Печальная картина русской действительности судорожно дергалась в конвульсиях балаганно-цирковой формы». Но очень скоро в самом ГИТИСе возникли разногласия, приведшие к расколу.

### Репертуар
- 1920 — «Зори» Э. Верхарна; режиссёры Вс. Мейерхольд и В. М. Бебутов; художник В. В. Дмитриев
- 1921 — «Мистерия-Буфф» В. Маяковского (2-я редакция); режиссёры В. Мейерхольд и В. Бебутов; художники А. М. Лавинский, В. Л. Храковский, В. П. Киселёв
- 1921 — «Союз молодёжи[англ.]» Г. Ибсена; режиссёр В. Мейерхольд (в 1922 году спектакль был возобновлён в Театре Актёра под названием «Авантюра Стенсгора, или Союз молодёжи»)
- 1922 — «Нора» Г. Ибсена; режиссёр Вc. Мейерхольд
- 1922 — «Великодушный рогоносец» Ф. Кроммелинка; режиссёр Вc. Мейерхольд; художники Л. С. Попова и В. В. Люце. Роли исполняли: Брюно — И. В. Ильинский, Стелла — М. И. Бабанова, Эстрюго — В. Ф. Зайчиков
- 1922 — «Смерть Тарелкина» А. Сухово-Кобылина; постановка Вc. Мейерхольда, режиссёр С. М. Эйзенштейн. Роли исполняли: Тарелкин — В. Ф. Зайчиков и М. А. Терешкович, Варравин — М. Е. Лишин, Расплюев — Д. Н. Орлов, Брандахлыстов — М. И. Жаров, Качала — Н. П. Охлопков, Шатала — Н. В. Сибиряк и П. В. Цетнерович, Ваничка — Э. П. Гарин, дети Брандахлыстовой — Е. Б. Бенгис и В. В. Люце, доктор Унмеглихкайт — В. С. Канцель и А. В. Кельберер.

## ТиМ и ГосТиМ

### 20-е годы

Письмо Вс. Мейерхольда Л. Троцкому о предоставлении техники (1923)

В самом конце 1922 года Мейерхольд со своими учениками — студентами-режиссёрами и частью студентов-актёров — покинул ГИТИС»; появилось новое учебное заведение — Мастерская Вс. Мейерхольда, позже преобразованная в Государственную экспериментальную театральную мастерскую (ГЭКТЕМАС). Театр ГИТИСа остался за Мейерхольдом и в 1923 году был переименован в Театр имени Мейерхольда (ТиМ).
В новом качестве театр открылся 4 марта спектаклем «Земля дыбом» по пьесе С. М. Третьякова — переложении пьесы Марселя Мартине «Ночь». В спектакле, приуроченном к 5-летию создания Красной Армии и представлявшем собою актуальное политическое обозрение, Мейерхольд использовал подлинные мотоциклы, велосипеды, автомобиль, пулемёт, походную кухню и даже жатвенную машину. «Через зрительный зал на сцену, — свидетельствовал очевидец, — шумя и треща, вкатываются мотоциклы и автомобили», — и это производило ошеломляющее впечатление; спектакль, по словам Эм. Бескова, в полном соответствии с его названием, ставил дыбом театр.
За военной техникой для этой постановки Мейерхольду пришлось обратиться лично к Льву Троцкому, ему и Красной Армии был посвящён спектакль; но осенью 1923 года Мейерхольд оказался вынужден просить Троцкого подтвердить приказ о предоставлении техники для театра, «никем кроме Вас не поддерживаемого», — обо всём этом ему напомнят в декабре 1937 года.
Тем не менее театр Мейерхольда постепенно находил поддержку не только у публики; отчасти этому способствовало и то, что ТиМ шефствовал над различными воинскими частями, учебными заведениями, и прежде всего армейскими клубами: его актёры, многие из которых сами прошли школу армейской самодеятельности, нередко работали в качестве инструкторов в драмкружках. В 1926 году ТиМ получил статус государственного и превратился в ГосТиМ (или ГОСТИМ).

#### Актёры, режиссёры, художники
С одной стороны, Мейерхольд в своих мастерских растил актёра-личность, способного думать как режиссёр; в процессе репетиций он охотно принимал находки исполнителей (хотя и слыл «деспотом»), — именно поэтому, как полагал Д. И. Золотницкий, среди его учеников было так много крупных индивидуальностей. С другой стороны, в ТиМе на протяжении всей его истории, в отличие от других театров, спектакли ставил только сам художественный руководитель; воспитанные Мейерхольдом режиссёры в самом лучшем случае могли ставить спектакли вместе с ним, под его руководством, и, не имея возможности реализоваться, очень скоро покидали театр. Ещё в 1922 году Мейерхольда покинул Бебутов, в 1923 году группа молодых актёров во главе с Владимиром Люце образовала так называемый «Театр вольных мастеров» и отправилась гастролировать по провинции, пропагандируя новое революционное искусство и наслаждаясь творческой самостоятельностью. В разные годы в театре Мейерхольда работали Л. В. Варпаховский, Б. И. Равенских, В. Ф. Фёдоров, П. В. Цетнерович, И. Ю. Шлепянов, В. Н. Плучек, Н. В. Экк, но режиссёрами все они, как и Люце, стали не в ТиМе.
Свои причины для ухода были и у актёров: «Мейерхольд не был театральным педагогом, — писал Б. Алперс. — Он не умел (а может быть, и не хотел) учить своих студийцев и учеников актёрскому мастерству… Там, где он мог, Мейерхольд требовал от актёра буквального копирования своих показов. Известны его репетиции позднейшего времени, превращающиеся в своего рода спектакль, в котором главную роль выполнял сам Мейерхольд с его импровизациями».
Иначе обстояло дело с художниками: с театром Мейерхольда сотрудничали Владимир Дмитриев, Пётр Вильямс, Александр Дейнека, Александр Родченко, Кукрыниксы; нередко Мейерхольд открывал талант сценографа в своих учениках: В. Люце, И. Шлепянов, В. Фёдоров и в дальнейшем, став режиссёрами, часто сами оформляли свои спектакли.

#### Спектакли
В первой половине 1920-х годов ТиМу, как и другим театрам, недоставало современной советской драматургии; ставить приходилось в основном переводные, нередко переделанные пьесы или — осовременивать отечественную классику. Так, в 1924 году Мейерхольд поставил «Лес» А. Н. Островского в стиле популярного в те годы сатирического обозрения (различные «обозрения», собственно, и компенсировали в те годы недостаток пьес на актуальные темы): помещица Гурмыжская в его спектакле превратилась в нэпманшу, купец Восмибратов — в кулака, щеголеватый помещик Милонов — в священника; при этом к оригинальному тексту пьесы были добавлены специально сочинённые сцены. Как и все спектакли Мейерхольда того периода, «Лес» никого не оставил равнодушным: одни восхищались остроумием и оригинальностью постановки, других возмутило кощунственно вольное обращение с классикой.
Даже для поверхностного взгляда при знакомстве с деятельностью театра Мейерхольда скоро становится ясным, что теория тут самое неинтересное, что всякие словечки, вроде «биомеханика» и т. д., имеют в высшей степени второстепенное значение.
Такие же споры — и те же обвинения в надругательстве над классикой — вызвал и поставленный двумя годами позже «Ревизор» Н. Гоголя, в котором действие не переносилось в XX век, но появились сцены и персонажи, отсутствовавшие в оригинале. Вопреки сложившейся на русской сцене традиции играть комедию Гоголя как водевиль, в прочтении Мейерхольда «Ревизор» превратился в трагикомедию или, по определению одного из критиков, «трагедию-буфф». В финале, в знаменитой «немой сцене», окаменевших от ужаса персонажей пьесы изображали не актёры, а их куклы, выполненные в натуральную величину; этот же приём в финале «Ревизора» в 1999 году будет использован в «Комеди Франсэз». По мнению К.С. Станиславского, Мейерхольд в своей постановке «из Гоголя сделал Гофмана»; на защиту спектакля встал нарком просвещения А. В. Луначарский, для которого «Ревизор», напротив, оказался «самым убедительный спектаклем Мейерхольда» — из всех, поставленных к тому времени. «Я очень рад, — писал он спустя год после премьеры, — что от спектакля к спектаклю обаяние этой постановки в глазах публики растёт и что последние вечера проходят под шум восторженных оваций».

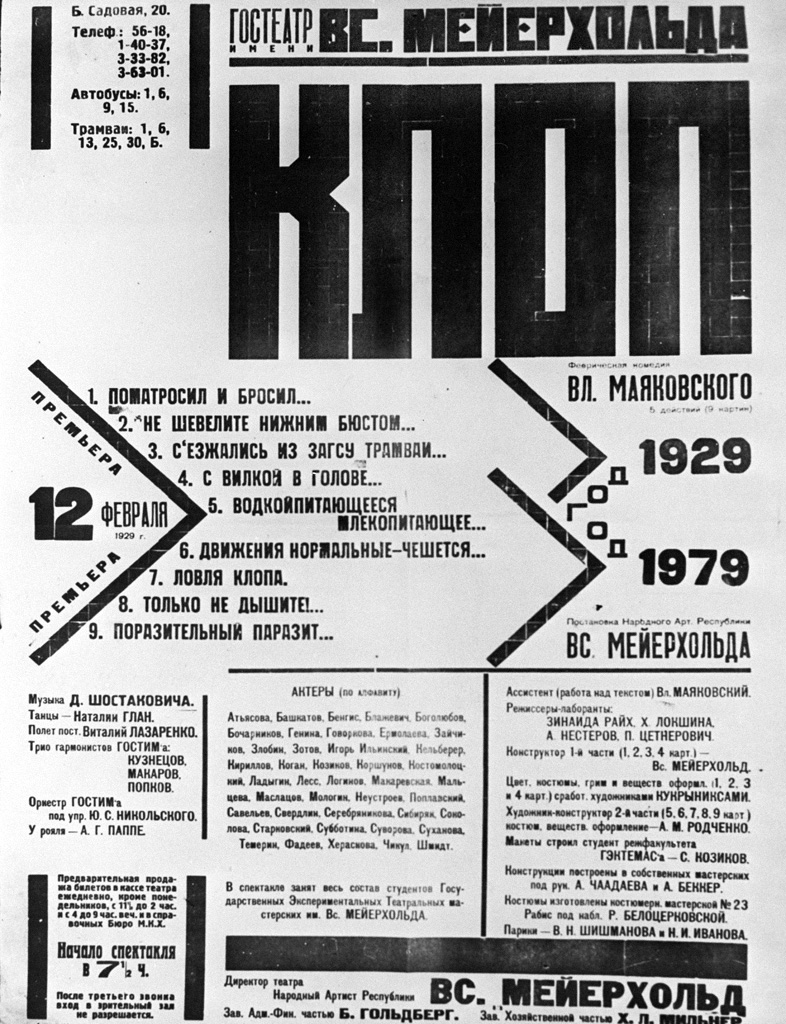

Поставленный в 1928 году спектакль «Горе уму» представлял собою контаминацию различных редакций и списков комедии А.С. Грибоедова «Горе от ума»; из первоначальной редакции Мейерхольд заимствовал и название — «Горе уму», более соответствовавшее толкованию пьесы как трагикомедии, и притом более трагедии, нежели комедии. «Расправа с прошлым, — писал Д. И. Золотницкий, — уже не воодушевляла Мейерхольда, как раньше, и сатирическое острие порой дрожало в магнитном поле ассоциаций». Спектакль, который у Мейерхольда заканчивался на минорной ноте, получился неровным, режиссёрские прозрения, обеспечившие постановке долгую память, соседствовали с «провалами», давшими некоторым критикам повод утверждать, что Мейерхольд себя исчерпал.
Суждение это опроверг «Клоп» В. Маяковского, поставленный Мейерхольдом в 1929 году. Острый, задиристый, насквозь полемичный (полемику, порою нелицеприятную, режиссёр и драматург попутно вели с коллегами и с критиками) спектакль, которому суждено было войти в историю советского театра, после премьеры, состоявшейся 13 февраля, вплоть до закрытия сезона (16 мая) шёл почти ежедневно при полных аншлагах, но театральные критики приняли его далеко не столь же восторженно. Однако критика была направлена главным образом против автора пьесы, достоинства режиссуры так или иначе отмечали даже недоброжелатели.
В 1928 году театр оказался на грани закрытия: отправившийся за рубеж для лечения и переговоров о гастролях ГосТиМа Мейерхольд задержался во Франции; поскольку в это же самое время из зарубежных поездок не вернулись Михаил Чехов, возглавлявший в то время МХАТ 2-й, и руководитель ГОСЕТа Алексей Грановский, Мейерхольд также был заподозрен в нежелании возвращаться. А. В. Луначарский заявил корреспонденту РОСТА, что ГосТиМ будет расформирован; Главискусство учредило ликвидационную комиссию. Но Мейерхольд вернулся, и вопрос о расформировании театра был закрыт.

#### Избранный репертуар
- 1923 — «Земля дыбом» Мартине и С. М. Третьякова. Постановка Вс. Мейерхольда; художник Л. С. Попова
- 1924 — «Д. Е.» Подгаецкого по И. Эренбургу; режиссёр Вс. Мейерхольд, художники И. Ю. Шлепянов, В. Ф. Фёдоров.
- 1924 — «Учитель Бубус» А. Файко. Постановка Вс. Мейерхольда; художник И. Ю. Шлепянов
- 1924 — «Лес» А. Н. Островского. Постановка Вс. Мейерхольд, художник В. Фёдоров. В ролях: Гурмыжская — Е. А. Тяпкина, Н. И. Твердынская, Аксюша — З. Н. Райх, Восмибратов — Б. Е. Захава, Пётр — Н. И. Боголюбов, Буланов — А. В. Кельберер, Несчастливцев — М. Г. Мухин, Счастливцев — И. В. Ильинский, Улита — В. Ф. Ремизова.
- 1925 — «Мандат» Н. Эрдмана. Постановка Вс. Мейерхольда, художники И. Ю. Шлепянов, П. В. Вильямс
- 1926 — «Ревизор» Н. Гоголя. Постановка Вс. Мейерхольда, художники В. В. Дмитриев, В. П. Киселёв, В. Э. Мейерхольд, И. Ю. Шлепянов. В ролях: Хлестаков — Э. П. Гарин и С. А. Мартинсон, Городничий — П. И. Старковский, Анна Андреевна — З. Н. Райх, Марья Антоновна — М. И. Бабанова, Судья — Н. В. Карабанов, Хлопов — А. В. Логинов, Земляника — В. Ф. Зайчиков, Гибнер — А. А. Темерин
- 1926 — «Рычи, Китай» С. М. Третьякова. Постановка Вс. Мейерхольда и режиссёра-лаборанта В. Ф. Фёдорова; художник С. М. Ефименко
- 1927 — «Окно в деревню» Р. М. Акульшина. Постановка Вс. Мейерхольда; художник В. А. Шестаков
- 1928 — «Горе уму» по комедии А. С. Грибоедова «Горе от ума». Постановка Вс. Мейерхольда, художник Н. П. Ульянов; композитор Б. В. Асафьев. В ролях: Чацкий — Э. П. Гарин, Фамусов — И. В. Ильинский, Софья — З. Н. Райх, Молчалин — М. Г. Мухин, Скалозуб — Д. Л. Сагал, Загорецкий — В. Ф. Зайчиков, Репетилов — Н. В. Сибиряк. Музыка А. Г. Паппе
- 1929 — «Клоп» В. Маяковского. Постановка Вс. Мейерхольда; художники Кукрыниксы, А. М. Родченко; композитор — Д. Д. Шостакович. В роли Присыпкина — И. В. Ильинский, в роли Баяна — А. А. Темерин
- 1929 — «Командарм-2» И. Л. Сельвинского. Постановка Вс. Мейерхольда, художник В. В. Почиталов; сценическая конструкция С. Е. Вахтангова. Роли исполняли: Чуб — Н. И. Боголюбов, Оконный — Ф. П. Коршунов, Деверин — С. С. Фадеев, Вера — З. Н. Райх

### 30-е годы
Уже в конце 1920-х годов Мейерхольда попрекали недостатком советских пьес в репертуаре его театра; советская драматургия уже родилась, все театры, даже консервативные МХАТ и Малый, ставили пьесы К. Тренёва, Б. Лавренёва, Вс. Иванова, А. Файко и других. Однако новая драматургия по большей части не соответствовала стилю ГосТиМа, как и пьесы А. М. Горького, повальное увлечение которыми началось в 1932 году: его драматургами были В. Маяковский и Н. Эрдман, постановки их пьес в ГосТиМе стояли в одном ряду с комедиями Гоголя и Грибоедова; но ни тот ни другой не отличались плодовитостью, и пьесы их далеко не всегда благосклонно принимались партийными чиновниками; в результате в репертуаре театра появлялось немалое количество случайных пьес. Вместе с тем уже с конца 1920-х годов Мейерхольд в своих спектаклях, в частности в «Клопе» и «Командарме 2», постепенно отходил от плакатного стиля более ранних постановок.

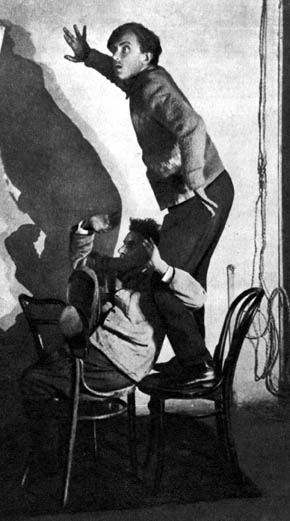
Вс. Мейерхольд и Э. Гарин (Хлестаков) на репетиции «Ревизора» (1926)

Эксцентричные, публицистически острые постановки Мейерхольда вызывали постоянные споры, нередко раздражение и неприятие; разнообразные по стилю, они всегда кому-то не нравились: В. Маяковский назвал «дикостью» вывод на сцену красноармейцев и матросов — в спектакле «Д. Е.» («Даёшь Европу!»); рапповцы, напротив, расценили как измену программе «Театрального Октября» постановки «Ревизора» и «Горя уму»; и даже Эрнст Толлер, посетив репетиции «Ревизора», жаловался Луначарскому, что Мейерхольд окончательно «снижается в натурализм». Самому же Луначарскому не понравился восторженно принятый «Великодушный рогоносец», спектакль показался ему «крайне грубым, его оформление — художественно неоправданным»; но в 1927 году, в связи с постановкой «Ревизора», нарком просвещения писал: «Начиная с „Леса“ я почувствовал благотворный перелом в творчестве Мейерхольда. Этот чуткий человек начал понимать, что новшества и трюки, талантливое, но озорное ломание во что бы то ни стало старого театра — всё это, может быть, и хорошо, но далеко не то, что как хлеб нужно нашей публике».
Партийному руководству между тем всё меньше нравились сатирические спектакли Мейерхольда; так, в 1930 году была запрещена и снята с репертуара «Баня» В. Маяковского; в 1932 году на стадии генеральной репетиции была запрещена постановка «Самоубийцы» Н. Эрдмана. Одним из наименее спорных спектаклей Мейерхольда был «Мандат» Н. Эрдмана, поставленный в 1925 году и выдержавший свыше 350 представлений; но времена менялись, и уже в начале 1930-х изменилось отношение и к «Мандату». В некоторых спектаклях ГосТиМа и десятилетия спустя с неодобрением отмечали «трагическое восприятие крушения индивидуалистической идеологии»; это относилось, в частности, к спектаклю «Командарм 2», в котором противостояние двух командармов времён Гражданской войны некоторыми воспринималось как отражение борьбы Сталина против Троцкого.
И тем не менее лучшие постановки Мейерхольда не сходили со сцены на протяжении многих лет, выдерживая сотни представлений и оказывая сильнейшее влияние на развитие советского театра. И не только советского: поскольку ГосТиМ в 1930 году гастролировал за рубежом, с его искусством были знакомы в Германии и во Франции. В Германии, в апреле—июне 1930 года, ГосТиМ посетил девять городов, включая Берлин, где показывал три спектакля: «Лес», «Ревизор» и «Рычи, Китай!», — Бертольт Брехт, создававший в это время вместе с Эрвином Пискатором и отдельно от него политический театр в Германии, отметил, что в ГосТиМе «существует настоящая теория общественной функции театра», и помянул недобрым словом немецких критиков, которым безразлично «историческое место мейерхольдовского эксперимента среди опытов по созданию большого, более рационального театра», как и то, «насколько великолепно здесь поставлены на своё место все понятия».

#### Спектакли
«Баня» В. Маяковского, впервые представленная публике 16 марта 1930 года, была для ГосТиМа спектаклем таким же программным, как «Ревизор», «Горе уму» и «Клоп». Опубликованная ещё до постановки пьеса Маяковского вызвала острую полемику в прессе; один из идеологов РАППа, В. В. Ермилов, утверждал, что тема бюрократизма уже не актуальна, вот если бы Победоносиков олицетворял «правый уклон». После успеха пьесы А. Безыменского «Выстрел», в течение года сыгранной 100 раз, премьера «Бани» более походила на провал. «Зрители, — писал В. Маяковский, — до смешного поделились — одни говорят: никогда так не скучали; другие: никогда так не веселились». «До смешного» разделились и критики, находившие в спектакле прямо противоположные недостатки. И в этот раз претензии касались прежде всего пьесы и ещё раньше предъявлялись к её ленинградской постановке (Владимира Люце); главная же из них формулировалась в нескольких словах: «где коммунисты, где рабочие?» Тем не менее опасения Ермилова не оправдались: спектакль получился даже слишком острым (за что и был снят с репертуара) и стал выдающимся событием в истории советского театра.
Наряду с политической сатирой в ГосТиМе с конца 20-х годов разрабатывалась и линия эпической героики, представленная прежде всего поэтической драмой И. Сельвинского «Командарм-2» (автор остался крайне недоволен переделкой его пьесы) и музыкальной пьесой Вс. Вишневского «Последний решительный». «Антиопера» Вишневского, в которой героика переплеталась с сатирой, походила скорее на сценарий, предполагавший дальнейшую разработку непосредственно в театре; этим своим качеством она отталкивала других режиссёров — больше ни один театр её не поставил, — но именно этим привлекла Мейерхольда, вообще склонного рассматривать пьесу, чьему бы перу она ни принадлежала, как сценарий спектакля. Однако следующую свою пьесу, «Германия», Вишневский из ГосТиМа забрал, недовольный тем, что и к ней Мейерхольд отнёсся как к всего лишь сценарию; в результате размолвки лучшая пьеса Вишневского, «Оптимистическая трагедия», к великому огорчению Мейерхольда, была отдана в Камерный театр.
В спектакле «Свадьба Кречинского», премьера которого состоялась во время ленинградских гастролей театра в апреле 1933 года, А. Пиотровский отмечал как шаг вперёд по сравнению с постановками «Ревизора» и «Горя уму» «несомненное тяготение к сценическому реализму». «Любопытна, — писал критик, — и необычайна для Мейерхольда (правда, в значительной степени внешняя) осторожность в обращении с авторским текстом. Даже наиболее радикальное драматургическое новшество — введение „сообщений о событиях“, рассекающих течение действия, опирается на авторский текст…»
Театр Мейерхольда изначально демонстративно отталкивался от эстетики Художественного театра; мхатовский психологизм Мейерхольду заменяла музыка, всегда игравшая в его спектаклях важную роль, как конструктивный элемент сценического действия; порою и само действие было организовано по законам развития музыкальных форм, как например в «Последнем решительном». В середине 1930-х годов, напротив, наметилось сближение Мейерхольда с К. С. Станиславским — прежде всего в спектакле «Дама с камелиями» А. Дюма-сына, поставленном в 1934 году. Неожиданным было само появление этой пьесы на сцене ГосТиМа, ещё более неожиданным — отчётливое проявившееся в спектакле приближение к школе «переживания».
Многими современниками, особенно Вишневским, этот спектакль был воспринят как полное отрицание всего, что делал Мейерхольд до того, — А. А. Гвоздев возражал: за десять лет, прошедших после постановки «Леса», так называемый «массовый зритель» в культурном отношении вырос, прежнее, в лоб, подсказывание обличительных оценок ему уже не нужно и может уступить место «иным методам воздействия, гораздо более тонким»; в то время как сам Мейерхольд это учитывает, критики требуют, чтобы он по-прежнему «говорил со зрителем на языке „Леса“».
Пересмотром собственного опыта стала и новая постановка (новая редакция) «Горя уму», осуществлённая Мейерхольдом в 1935 году. «Исчезла, — констатировал А. А. Гвоздев, — вступительная сцена „кабачка“, рисовавшая ночной кутёж Софьи и Молчалина… Группа декабристов, сотоварищей Чацкого, возникала в первой редакции в окружении бала, появляясь рядом с „бильярдной“, в которой Фамусов катал шары со Скалозубом. Сейчас „бильярдная“ устранена, и побочный мотив не отвлекает внимания от главного, от противопоставления двух миров — мира Фамусовых и мира Чацкого… Существенным видоизменениям подверглось декоративное оформление спектакля. Исчезло нагромождение вещей в сцене „тира“, снята абстрактность и схематичность в трактовке сцены бала и в финале пьесы. Глубокие перемены введены и в истолкование основных образов, в особенности Фамусова, Молчалина и Чацкого».
Уже в середине 1930-х годов театр оказался в двусмысленном положении: с одной стороны, для него строилось новое, величественное здание на углу Б. Садовой и улицы Горького (ныне — Концертный зал им. П. И. Чайковского), с другой — бранное слово «мейерхольдовщина» на официальном уровне появилось уже в январе 1936 года в печально знаменитой статье «Сумбур вместо музыки». В том же году Мейерхольд выступил с докладом на тему «Мейерхольд против мейерхольдовщины»; но это не спасло ни самого режиссёра, ни его театр.

#### Избранный репертуар
- 1930 — «Выстрел» А. И. Безыменского; режиссёры В. Зайчиков, С. Кезиков, А. Нестеров, Ф. Бондаренко, под руководством Вс. Мейерхольда; художники В. В. Калинин, Л. Н. Павлов
- 1930 — «Баня» В. Маяковского; режиссёр Вс. Мейерхольд, художники А. А. Дейнека; сценическая конструкция С. Е. Вахтангова; композитор В. Шебалин. Роли исполняли: Победоносиков — М. Штраух, Оптимистенко — В. Зайчиков, Поля — М. Ф. Суханова, Режиссёр — С. Мартинсон, Моментальников — В. Плучек, Фосфорическая женщина — З. Райх
- 1931 — «Последний решительный» Вс. В. Вишневского; режиссёр Вс. Мейерхольд, конструктивная разработка С. Е. Вахтангова
- 1931 — «Список благодеяний» Ю. К. Олеши; режиссёр Вс. Мейерхольд, художники К. К. Савицкий, В. Э. Мейерхольд, И. И. Лейстиков
- 1933 — «Вступление» Ю. П. Германа; режиссёр Вс. Мейерхольд, художник Иоганнес Лейстиков
- 1933 — «Свадьба Кречинского» А. В. Сухово-Кобылина; режиссёр Вс. Мейерхольд, художник В. А. Шестаков. Роли исполняли: Кречинский — Ю. Юрьев, Расплюев — И. Ильинский
- 1934 — «Дама с камелиями» А. Дюма-сына; режиссёр Вс. Мейерхольд, художник И. Лейстиков
- 1935 — «33 обморока» («Предложение», «Медведь» и «Юбилей» А. П. Чехова); режиссёр Вс. Мейерхольд, художник В. А. Шестаков, музыка А. Г. Паппе

## Закрытие театра
Театр был закрыт приказом Комитета по делам искусств при Совнаркоме СССР от 7 января 1938 года «О ликвидации Театра им. Вс. Мейерхольда», опубликованным на следующий день в «Правде».
Изданию приказа предшествовала публикация в «Правде» в декабре 1937 года статьи председателя Комитета по делам искусств П. М. Керженцева «Чужой театр», в которой Мейерхольд, помимо прочего, обвинялся в том, что создал в своём театре «антиобщественную атмосферу, подхалимство, зажим самокритики, самовлюблённость». На риторический вопрос, которым заканчивалась статья, — нужен ли такой театр советскому искусству и советским зрителям, — тотчас были организованы «отклики» с требованием закрыть театр.
В приказе от 7 января утверждалось, что театр «окончательно скатился на чуждые советскому искусству позиции и стал чужим для советского зрителя». С одной стороны, «в угоду левацкому трюкачеству и формалистическим вывертам, даже классические произведения русской драматургии давались в театре в искаженном, антихудожественном виде», в качестве примера приводились поставленные много лет назад «Ревизор», «Горе уму» и «Смерть Тарелкина». С другой стороны, недобрым словом поминались «Самоубийца» Н. Эрдмана, «Окно в деревню» и «Командарм 2», как дающие «извращённое, клеветническое представление о советской действительности, пропитанное двусмысленностью или даже прямым антисоветским злопыхательством». В приказе утверждалось, что в последние годы из репертуара театра совершенно исчезли советские пьесы, драматурги от театра Мейерхольда отвернулись, а лучшие актёры его покинули; и наконец, «к 20-летию Октябрьской революции театр им. Мейерхольда не только не подготовил ни одной постановки, но сделал политически враждебную попытку поставить пьесу Габриловича („Одна жизнь“), антисоветски извращающую известное художественное произведение Н. Островского „Как закалялась сталь“».
Последний свой спектакль ГосТиМ сыграл 8 января, и это было 440-е представление «Ревизора».

## Реабилитация
В декабре 1961 года, вдохновлённая решениями XXII съезда КПСС, группа видных деятелей культуры — людей, связанных в прошлом с ГосТиМом, как Игорь Ильинский, Михаил Царёв, Александр Безыменский, Кукрыниксы, и не имевших к нему никакого отношения, как Вера Марецкая, Юрий Завадский, Рубен Симонов, Борис Ливанов и Сергей Образцов, — обратились к Н. С. Хрущёву с просьбой осудить приказ от 7 января 1938 года, как «лживый и клеветнический от начала до конца». В письме, в частности, говорилось: «Благотворное влияние ГосТИМа сказалось не только на советских, но и на прогрессивных зарубежных театрах. В спектаклях лучших иностранных театров, гастролировавших в Москве в последние годы, наша молодёжь с увлечением отмечала ряд новаторских приёмов, но мы, люди старших поколений, обнаруживали во многих из этих приёмов творческое восприятие достижений Театра Мейерхольда».
И реабилитация состоялась; уже в первой половине 1960-х годов Театральная энциклопедия писала: «Сведение деятельности театра только к ошибкам, оценка театра как политически враждебного советской действительности, выдвинутая для обоснования его закрытия, искажала объективно-историческое значение деятельности театра».

## Известные актёры театра
| - Игорь Ильинский (1920—1935) - Михаил Жаров (1921—1925) - Николай Экк (1921—1927) - Владимир Люце (1921—1923) - Василий Зайчиков (1921—1938) - Мария Бабанова (1922—1927) - Эраст Гарин (1922—1935) - Борис Захава (1923—1925) - Иван Пырьев (1923—1925) - Николай Боголюбов (1923—1938) - Николай Охлопков (1923—1930) - Зинаида Райх (1923—1938) | - Лев Свердлин (1923—1938) - Сергей Мартинсон (1925—1926, 1929—1933, 1937—1938) - Валентин Плучек (1927—1935) - Даниил Сагал (1928—1938) - Максим Штраух (1929—1931) - Геннадий Мичурин (1931—1937) - Юрий Юрьев (1933—1935) - Евгений Самойлов (1934—1938) - Михаил Садовский - Михаил Царёв (1934—1938) - Осип Абдулов (1936—1938) |